# Ringworm
Ringworm (engl. für ‚Dermatophytose‘) ist eine US-amerikanische Band aus Cleveland, die im Jahr 1990 gegründet wurde, sich im Jahr 1993 wieder auflöste, 1995 für einige Auftritte wieder zusammen fand und seit 1998 wieder regelmäßig auftritt.

## Geschichte
Die Band wurde im Jahr 1990 von Sänger James „The Human Furnace“ Bulloch und Terror-Gitarrist Frank Novinec gegründet. Im Folgejahr veröffentlichte die Gruppe ihr erstes selbstbetiteltes Demo. Im Jahr 1993 schloss sich das Debütalbum The Promise über Incision Records an, wonach sich die Gruppe kurz darauf vorerst auflöste.
Im Jahr 1995 fand die Band kurzzeitig wieder zusammen und spielte im Herbst einige Auftritte in Europa. Im Jahr 1998 schloss sich die Gruppe endgültig wieder zusammen und veröffentlichte im Folgejahr das Demo Madness of War. Im November 2001 folgte das nächste Album Birth Is Pain über Victory Records. Die Gruppe bestand hierauf aus Sänger Bulloch, den Gitarristen Frank „3 Gun“ Novinec und Matt Sorg, Bassist Aaron Ramirez und Schlagzeuger Chros Dora. Anfang 2003 kam Ben Hollowell zur Band und ersetzte Ramirez. Im April 2003 folgte eine Tour durch die Ostküste der USA, zusammen mit Terror und Ramallah, der im Mai und Juni Auftritte mit All Out War folgten. Im Juli und August spielte die Gruppe dann Konzerte zusammen mit Punishment und Shattered Realm. Im November 2004 setzte die Band ihre Live-Aktivitäten fort und trat zusammen mit Death Before Dishonor auf. Im Jahr 2005 folgte über Victory Records das nächste Album Justice Replaced by Revenge. In den Jahren 2007 und 2011 erschienen über Victory Records die nächsten beiden Alben The Venomous Grand Design und Scars.

## Stil

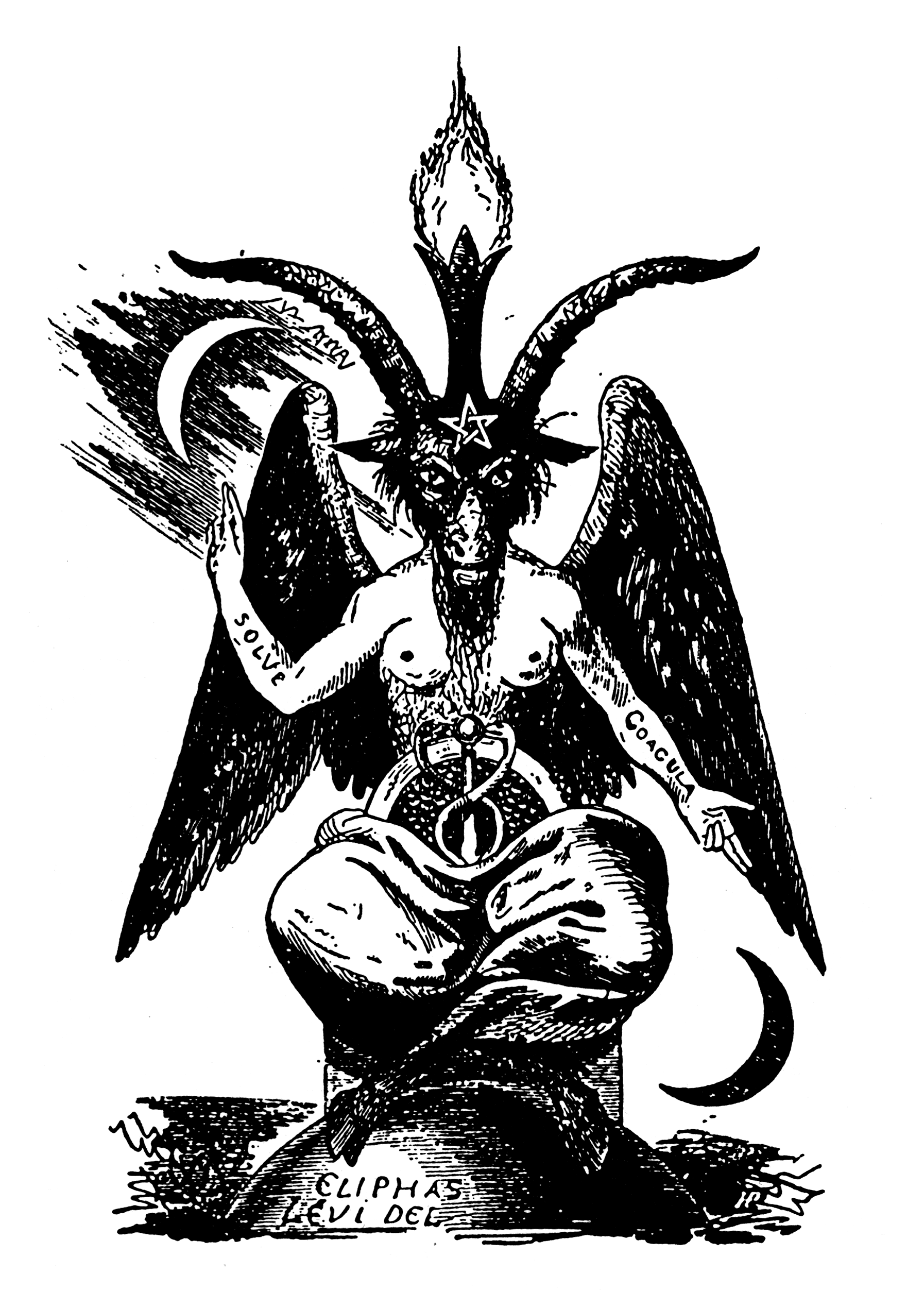
Éliphas Lévis Baphomet-Darstellung aus seinem Werk Dogme et Rituel de la Haute Magie ist auf dem Cover des ersten Ringworm-Albums zu sehen.

Die Band spielt eine Mischung aus Metal und Hardcore Punk. Zu Ringworms Einflüssen sollen Motörhead, Celtic Frost, Discharge und Thin Lizzy gehören. Lex vom Metalglory-Webzine beschrieb The Promise als „eine Mischung aus Integrity und fettem, metallischem Gitarrensound […]. Diabolischer Metal-Core, der düster ist und dessen einfache Strukturen einfach voll nach vorne gehen - ohne jegliche Kompromisse. […] Typischer Old-School-Hardcore ohne großartige Abwechslung und Vielfalt. Aber so war der Hardcore Anfang der 90er.“ Integrity und Ringworm spielten zu dieser Zeit eine wichtige Rolle beim Etablieren von metallischem Hardcore. Es handelt sich hierbei nicht um eine Mischung im Sinne von modernem Metalcore. Die metallischen Elemente dienen meist der Akzentuierung des Hardcore-Stils und sind nicht das Fundament der Stücke, und die Metal-Einflüsse erinnern im Gegensatz zu modernen Metalcore-Vertretern an Bands wie Venom, Nuclear Assault und Slayer. Die Musik auf Justice Replaced by Revenge erinnert Schneider von Metalglory an neuere Werke von The Exploited und klassische Werke von Exodus; er bezeichnete die Veröffentlichung als „eine zeitgemäße Version“ des Exodus-Debütalbums Bonded by Blood. Auch den Nachfolger The Venomous Grand Design verglich er mit diesen beiden Bands in den genannten Phasen, außerdem mit Terror und Rise and Fall, „auch wenn sich die Grundausrichtung noch etwas mehr in Richtung Metal verschoben hat“
Auf dem Albencover des Debütalbums The Promise ist Éliphas Lévis Baphomet-Darstellung zu sehen. Die Liedtexte behandeln Themen wie Blasphemie (in God Eat God) oder Tod (in No One Dies Alone und Death Is Not an Option). Die Band äußerte die „Notwendigkeit einer Massenvernichtung von Menschen“.

## Diskografie
Studioalben
- 2001: Birth Is Pain (Victory Records)
- 2005: Justice Replaced by Revenge (Victory Records)
- 2007: The Venomous Grand Design (Victory Records)
- 2011: Scars (Victory Records)
- 2014: Hammer of the Witch (Relapse Records)
- 2016: Snake Church (Relapse Records)
- 2019: Death Becomes My Voice (Relapse Records)
- 2023: Seeing Through Fire (Relapse Records)

Splits
- 1994: Split-Single mit Boiling Point (Lost & Found Records)
- 2000: Hollowed Soul (Split mit Godbelow, Surface Records)
- 2001: Ringworm / Cold as Life (Split mit Cold as Life, Stillborn Records)
- 2003: Dead Man’s Hand 02 (Split mit Terror, Deathwish Inc.)
- 2011: Your Soul Belongs to Us... (Split mit Mindsnare, A389 Recordings)

Demos
- 1991: Ringworm (kein Label)
- 1993: The Promise (Incision Records)
- 1999: Madness of War (kein Label)
- 2005: Demo 2005 (Eigenveröffentlichung)

Sonstige
- 1995: Flatline (Kompilation, Lost & Found Records)
- 2012: Stigmatas in the Flesh (Live-Album, A389 Recordings)
- 2013: Bleed (EP, Relapse Records)